# Centro Urbano (Cesena)
Centro Urbano è un quartiere della città di Cesena. Si estende per 4,72 km2 all'interno della città e conta 11.559 abitanti (dati del 2007).
Il suo territorio si sviluppa per gran parte all'interno delle mura antiche della città e comprende le zone Centro storico, Porta Fiume, Porta Trova, Porta Cervese (Barriera), Porta S. Maria e Portaccia.  Il quartiere confina a nord con il Cervese Sud, a est con l'Oltre Savio e il Valle Savio, a ovest con il Fiorenzuola e a sud con il Cesuola.
Nel Centro Urbano sorgono i più importanti edifici storici di Cesena come la Cattedrale, il Palazzo del Ridotto, il Palazzo Comunale e le principali piazze della città.
All'interno delle mura cittadine inoltre è stata istituita la ZTL per una completa pedonalizzazione dell'area per favorire il passeggio lungo i principali corsi della città, tra cui Corso Sozzi, Corso Mazzini e Via Zeffirino Re.